# Liste der Energieminister Norwegens

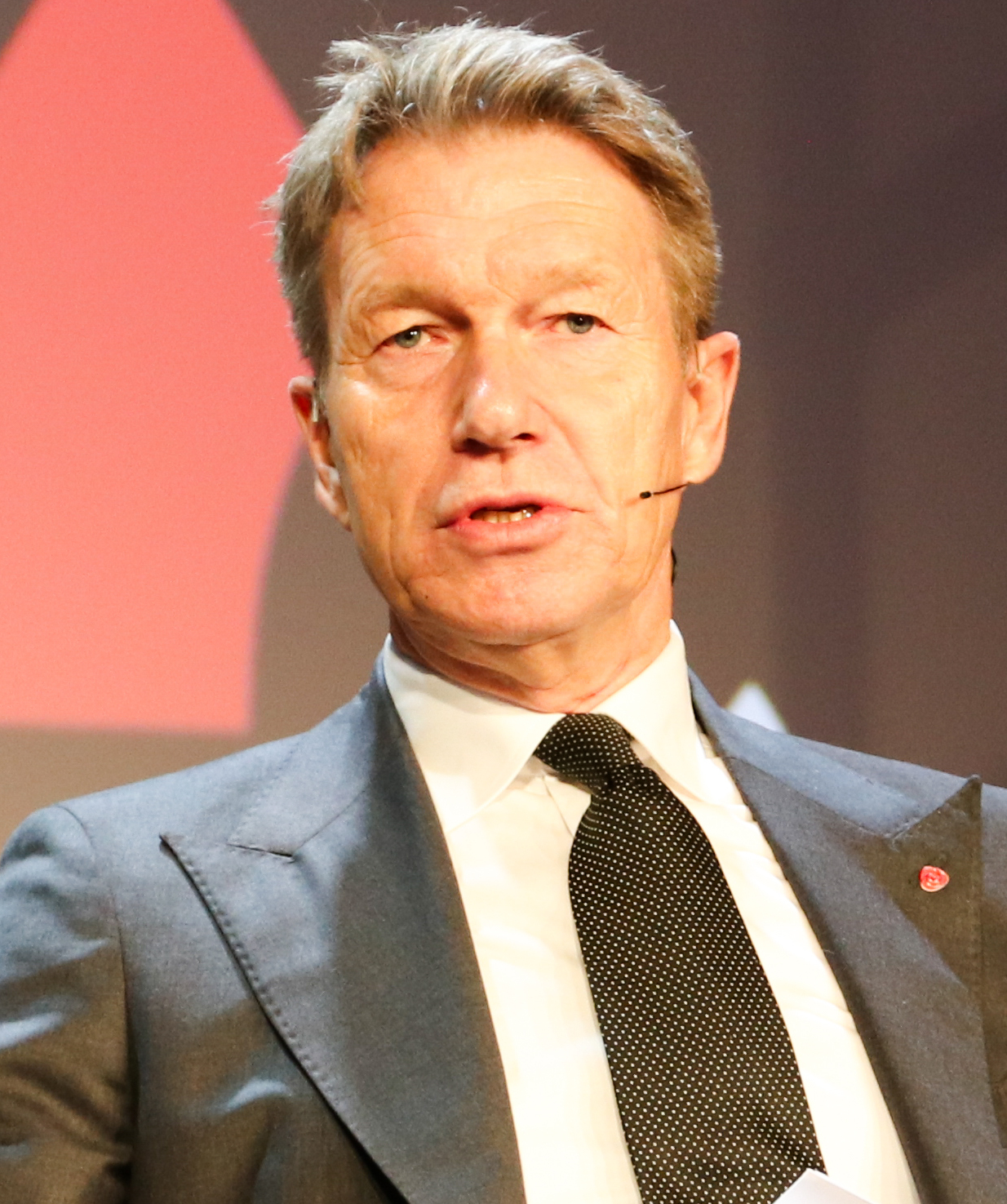
Energieminister Terje Aasland

Dies ist eine Liste der Energieminister Norwegens. Energieminister werden seit 1978 ernannt. Derzeitiger Energieminister ist seit März 2022 Terje Aasland von der Partei Arbeiderpartiet.

## Geschichte
Mit Bjartmar Gjerde von der sozialdemokratischen Arbeiderpartiet wurde am 11. Januar 1978 erstmals ein Erdöl- und Energieminister ernannt. Das Erdöl- und Energieministerium (Olje- og energidepartementet) hatte bis 1993 Bestand, als das Themengebiet in das Wirtschaftsministerium (Næringsdepartementet) eingegliedert wurde. Das Wirtschaftsministerium wurde in der Folge in Wirtschafts- und Energieministerium (Nærings- og energidepartementet) umbenannt. Im Wirtschaftsministerium gab es zunächst nur den Ministerposten des Wirtschafts- und Energieministers. Im Oktober 1996 spaltete man in der Regierung Jagland die Zuständigkeitsgebiete in zwei Posten auf und es wurde eine Wirtschaftsministerin sowie eine Energieministerin ernannt. Zum 1. Januar 1997 wurde die Energie- und Erdölthematik in das neu gegründete Erdöl- und Energieministerium übertragen.

## Liste
| Minister             | Amtsbeginn | Amtsende | Partei               | Regierung                | Ministerium                         | Anmerkung                              |
| -------------------- | ---------- | -------- | -------------------- | ------------------------ | ----------------------------------- | -------------------------------------- |
| Bjartmar Gjerde      | 1978       | 1980     | Arbeiderpartiet      | Regierung Nordli         | Erdöl- und Energieministerium       |                                        |
| Arvid Johanson       | 1980       | 1981     | Arbeiderpartiet      | Regierung Nordli         | Erdöl- und Energieministerium       |                                        |
| Arvid Johanson       | 1981       | 1981     | Arbeiderpartiet      | Regierung Brundtland I   | Erdöl- und Energieministerium       |                                        |
| Vidkunn Hveding      | 1981       | 1983     | Høyre                | Regierung Willoch        | Erdöl- und Energieministerium       |                                        |
| Kåre Kristiansen     | 1983       | 1986     | Kristelig Folkeparti | Regierung Willoch        | Erdöl- und Energieministerium       |                                        |
| Arne Øien            | 1986       | 1989     | Arbeiderpartiet      | Regierung Brundtland II  | Erdöl- und Energieministerium       |                                        |
| Eivind Reiten        | 1989       | 1990     | Senterpartiet        | Regierung Syse           | Erdöl- und Energieministerium       |                                        |
| Finn Kristensen      | 1990       | 1993     | Arbeiderpartiet      | Regierung Brundtland III | Erdöl- und Energieministerium       |                                        |
| Finn Kristensen      | 1993       | 1993     | Arbeiderpartiet      | Regierung Brundtland III | Wirtschafts- und Energieministerium |                                        |
| Jens Stoltenberg     | 1993       | 1996     | Arbeiderpartiet      | Regierung Brundtland III | Wirtschafts- und Energieministerium |                                        |
| Grete Faremo         | 1996       | 1996     | Arbeiderpartiet      | Regierung Jagland        | Wirtschafts- und Energieministerium | als Energieministerin                  |
| Ranveig Frøiland     | 1996       | 1997     | Arbeiderpartiet      | Regierung Jagland        | Wirtschafts- und Energieministerium | als Erdöl- und Energieministerin       |
| Ranveig Frøiland     | 1997       | 1997     | Arbeiderpartiet      | Regierung Jagland        | Erdöl- und Energieministerium       |                                        |
| Marit Arnstad        | 1997       | 2000     | Senterpartiet        | Regierung Bondevik I     | Erdöl- und Energieministerium       | Unterbrechung von März bis August 1999 |
| Anne Enger           | 1999       | 1999     | Senterpartiet        | Regierung Bondevik I     | Erdöl- und Energieministerium       | kommissarisch                          |
| Olav Akselsen        | 2000       | 2001     | Arbeiderpartiet      | Regierung Stoltenberg I  | Erdöl- und Energieministerium       |                                        |
| Einar Steensnæs      | 2001       | 2004     | Kristelig Folkeparti | Regierung Bondevik II    | Erdöl- und Energieministerium       |                                        |
| Thorhild Widvey      | 2004       | 2005     | Høyre                | Regierung Bondevik II    | Erdöl- und Energieministerium       |                                        |
| Odd Roger Enoksen    | 2005       | 2007     | Senterpartiet        | Regierung Stoltenberg II | Erdöl- und Energieministerium       |                                        |
| Åslaug Haga          | 2007       | 2008     | Senterpartiet        | Regierung Stoltenberg II | Erdöl- und Energieministerium       |                                        |
| Terje Riis-Johansen  | 2008       | 2011     | Senterpartiet        | Regierung Stoltenberg II | Erdöl- und Energieministerium       |                                        |
| Ola Borten Moe       | 2011       | 2013     | Senterpartiet        | Regierung Stoltenberg II | Erdöl- und Energieministerium       |                                        |
| Tord Lien            | 2013       | 2016     | Fremskrittspartiet   | Regierung Solberg        | Erdöl- und Energieministerium       |                                        |
| Terje Søviknes       | 2016       | 2018     | Fremskrittspartiet   | Regierung Solberg        | Erdöl- und Energieministerium       |                                        |
| Kjell-Børge Freiberg | 2018       | 2019     | Fremskrittspartiet   | Regierung Solberg        | Erdöl- und Energieministerium       |                                        |
| Sylvi Listhaug       | 2019       | 2020     | Fremskrittspartiet   | Regierung Solberg        | Erdöl- und Energieministerium       |                                        |
| Tina Bru             | 2020       | 2021     | Høyre                | Regierung Solberg        | Erdöl- und Energieministerium       |                                        |
| Marte Mjøs Persen    | 2021       | 2022     | Arbeiderpartiet      | Regierung Støre          | Erdöl- und Energieministerium       |                                        |
| Terje Aasland        | 2022       | 2023     | Arbeiderpartiet      | Regierung Støre          | Erdöl- und Energieministerium       |                                        |
| Terje Aasland        | 2024       | im Amt   | Arbeiderpartiet      | Regierung Støre          | Energieministerium                  |                                        |